# Frente subtropical
Uma frente subtropical separa o ar tropical do ar de latitudes médias na média troposfera e raramente é observada abaixo de 500 hPa; é formada pela convergência horizontal que intensifica o contraste térmico no lado polar dos altos níveis da célula de Hadley; sua identificação é muito difícil em cartas isobáricas, mas é normalmente detectável em seções verticais.